# (4379) Snelling
(4379) Snelling (1988 PT1) – planetoida z pasa głównego asteroid okrążająca Słońce w ciągu 5,63 lat w średniej odległości 3,16 j.a. Odkryta 13 sierpnia 1988 roku.